# Крашенинников, Пётр Иванович
Пётр Ива́нович Крашени́нников (умер в 1864) — известный в своё время русский книготорговец.
Служил сначала у Смирдина; в 1847 приобрёл от него библиотеку, при которой открыл книжный магазин. Крашенинников издал продолжение Смирдинской росписи книгам: «Третье прибавление к росписи российским книгам для чтения из библиотеки Петра Крашенинникова» (СПб., 1852) и «Четвертое прибавление» (СПб. 1856); эти «прибавления» вплоть до начала XX века считались ценным библиографическим пособием. Фирма Крашенинникова прекратила работу в 1866.